# J.J. Perry
Jordan Andrew Perry (1967), mais conhecido como J.J. Perry, tem o seu nome em alguns créditos de filmes como J.J. "Loco" Perry, Jordan "J.J." Perry e Jordan Perry.
J.J. é ator, stuntman, dublê, coordenador de feitos e coreógrafo de luta.
J.J. começou a treinar artes marciais em 1975 e iniciou a sua carreira de stuntman na década de 80.
J.J. inerpretou os personagens Scorpion e Cyrax no filme Mortal Kombat: A Aniquilação.